# Anomala praetendinosa
Anomala praetendinosa är en skalbaggsart som beskrevs av Ohaus 1925. Anomala praetendinosa ingår i släktet Anomala och familjen Rutelidae. Inga underarter finns listade i Catalogue of Life.